# Plechový bubínek (film)
Plechový bubínek (německy: Die Blechtrommel) je německý film z roku 1979, jehož režisérem byl Volker Schlöndorff. Jde o adaptaci stejnojmenného románu Güntera Grasse. Scénář napsal režisér spolu s Jean-Claude Carrièrem a Franzem Seitzem. V roce svého vzniku snímek získal Zlatou palmu na festivalu v Cannes, rok poté Oscara za nejlepší cizojazyčný film. Šlo o první tuto cenu pro německou kinematografii, stejně tak šlo o první Zlatou palmu pro Německo. Kvůli některým scénám měl film problémy s cenzurou, například v Kanadě byl v roce 1980 zakázán jako dětská pornografie. V roce 1997 byl ze stejného důvodu zakázán i v Oklahomě ve Spojených státech.